# Jyderup
Jyderup es una localidad situada en el municipio de Holbæk, en la región de Selandia (Dinamarca), con una población en 2012 de unos 4081 habitantes.
Se encuentra ubicada al noroeste de la isla de Selandia, junto al fiordo Isefjord en el Kattegat, mar Báltico.